# Rinne Toda
Pour les articles homonymes, voir Rinne.
Rinne Toda (戸田鈴音, Toda Rinne, née le 6 février 1981 à Sapporo, à Hokkaidō, au Japon), plus connue sous son nom de scène Rinne (りんね) est une ex-chanteuse et idol, ex-membre du groupe de J-pop Country Musume au sein du Hello! Project.

## Biographie
Rinne Toda débute à la création du groupe Country Musume en avril 1999, après un casting régional dans le cadre de l'émission TV Idol o Sagase!, et est rapidement nommée leader du groupe. Elle en demeure même l'unique membre pendant quelques mois en 1999 et 2000, le temps de deux singles, chantant seule sur scène. Elle présente aussi Idol o Sagase! en duo avec Kaori Iida de janvier 2000 à mars 2001, et participe aux groupes shuffle units 10-nin Matsuri en 2001 et Odoru 11 en 2002. Elle cesse ses activités en tant que chanteuse en octobre 2002, quittant le groupe et le Hello! Project pour se reconvertir en actrice.
En tant qu'actrice, Rinne travaille chez l'agence Up-Front, sous la supervision de l'ancien producteur de Country Musume, Yoshitake Tanaka, qui l'a autorisé à travailler dans sa ville natale, Sapporo. Rinne, Aya Matsuura, et les membres de Melon Kinenbi, ont joué en 2003 dans la comédie musicale Musical Sougen no Hito. 
Le 8 janvier 2006, d'après les journaux d'Hokkaido, Rinne s'est mariée avec un salaryman venant de sa ville natale. Depuis octobre 2006, elle n'est plus listée en tant qu'actrice et a quitté l'agence Up-Front pour se consacrer à sa vie privée. 

## Discographie

### Avec Country Musume
Singles
- 23/07/1999 : Futari no Hokkaidō
- 30/11/1999 : Yuki Geshiki (en solo)
- 27/04/2000 : Hokkaidō Shalala (en solo)
- 31/07/2000 : Koi ga Suteki na Kisetsu
- 18/04/2001 : Hajimete no Happy Birthday!
- 17/10/2001 : Koibito wa Kokoro no Ōendan
- 17/04/2002 : Iroppoi Onna ~Sexy Baby~

Albums
- 12/12/2001 : Country Musume Daizenshū 1

(+ compilations du groupe)

### Participations
Singles
- 4 juillet 2001 : Dancing! Natsu Matsuri (avec 10-nin Matsuri)
- 3 juillet 2002 : Shiawase Kyōryū Ondo (avec Odoru 11)

## Liens
- Fiche sur Hellproject